# 熱帶擾動

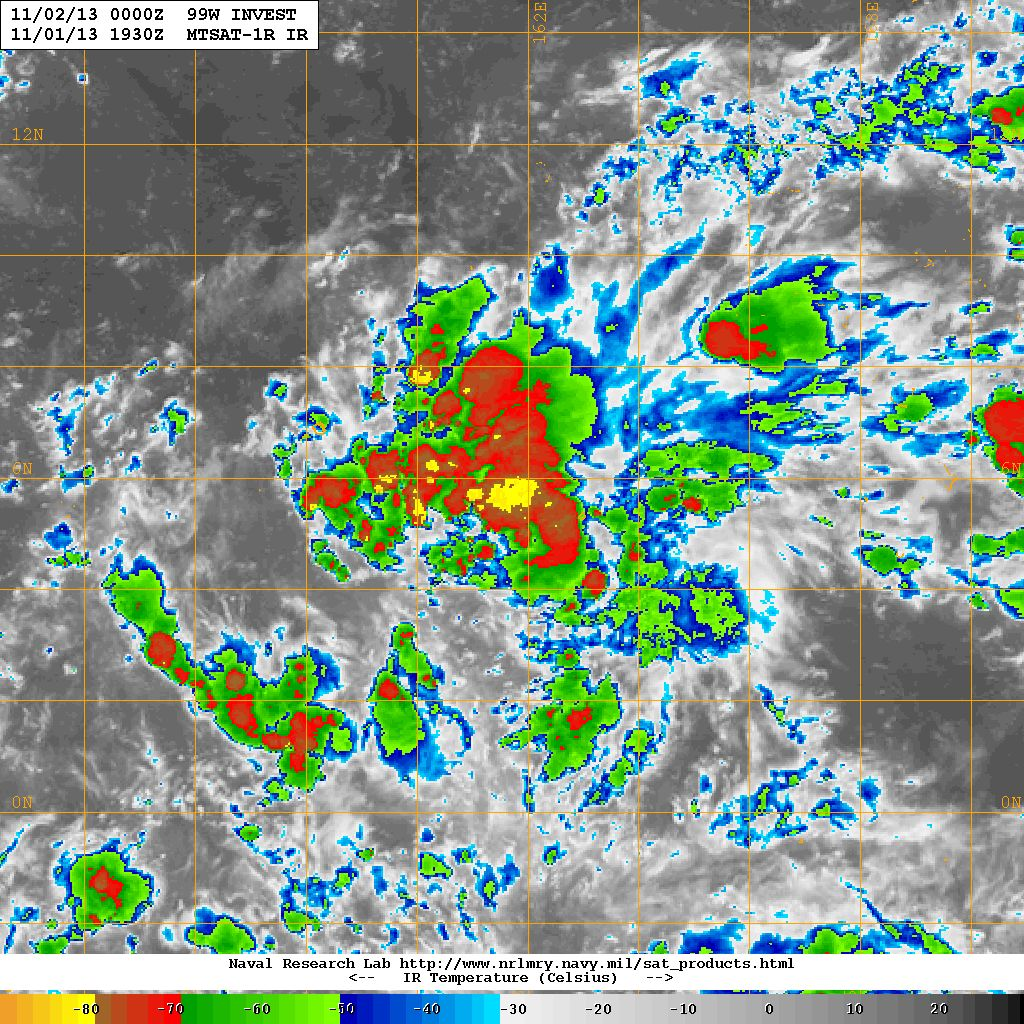
2013年11月1日的一個熱帶擾動，將發展為颱風海燕

熱帶擾動（英語：tropical disturbance）是發生在熱帶及副熱帶地區且會移動的雷暴天氣系統。此系統具有組織化的對流（直徑普遍為 100-300 英里），通常系統存續時間可維持24小時或更久，並可能伴有氣旋性環流特徵。而正在监测以评估其是否可能发展为热带气旋的天气扰动区域，又被稱之為「investigative area」（縮寫為「invest」）。

## 結構
此天氣系統的主要結構特徵為環流結構輕薄、沒有封閉的等壓線，並能在任何時候都存在於熱帶信風之中，亦因其環流結構輕薄而常常伴有云層和降水。

### 發展條件
一個熱帶擾動要發展為一個熱帶氣旋，一般有以下條件：
1. 充足的科里奧利力。
一般而言，一個熱帶擾動位於南北緯5度之外，方有機會發展為一個熱帶氣旋。當然亦有特例，如2001年在新加坡附近形成的熱帶風暴畫眉在北纬1.4度形成，2004年在北印度洋形成的氣旋阿耆尼，生成在北緯0.7度處。
2. 表層海面溫度在26.5 °C（79.7 °F）以上。
表層海水溫度越高，水滴所蘊含的能量越高，有利於一個熱帶氣旋的發展。
3. 較強的水平風切變。
4. 微弱的垂直風切變。
5. 良好的低空輻合及高空輻散。

## 熱帶擾動的監測
美國海軍研究實驗室會針對發展為熱帶擾動的天氣系統進行編號，其編號規則自90開始至99結束，並在後綴以熱帶氣旋洋盆進行分門別類並可重複使用，獲得編號的熱帶擾動會由美國政府所對應的氣象部門，如：聯合颱風警報中心、中太平洋颶風中心及國家颶風中心執行監測。
| 洋盆                                  | 負責部門 | 代號 | 循環號碼                    |
| ------------------------------------- | -------- | ---- | --------------------------- |
| 大西洋                                | NHC      | L    | 自 Invest-90L 至 Invest-99L |
| 東北太平洋 (140°W以東)                | NHC      | E    | 自 Invest-90E 至 Invest-99E |
| 中太平洋 (IDL以東、 140°W以西)        | CPHC     | C    | 自 Invest-90C 至 Invest-99C |
| 西北太平洋 (IDL以西)                  | JTWC     | W    | 自 Invest-90W 至 Invest-99W |
| 北印度洋 (孟加拉灣)                   | JTWC     | B    | 自 Invest-90B 至 Invest-99B |
| 北印度洋 (阿拉伯海)                   | JTWC     | A    | 自 Invest-90A 至 Invest-99A |
| 西南印度洋 & 澳洲地區海域 (135°E以西) | JTWC     | S    | 自 Invest-90S 至 Invest-99S |
| 南太平洋 & 澳洲地區海域 (135°E以東)   | JTWC     | P    | 自 Invest-90P 至 Invest-99P |
| 南大西洋                              | NRL、NHC | Q    | 自 Invest-90Q 至 Invest-99Q |
| 地中海                                | SAB      | M    | 自 Invest-90M 至 Invest-99M |

## 熱帶擾動的評價
聯合颱風警報中心會針對以編號的熱帶擾動做出發展機會評價，當有2種以上全球預報模式表示該熱帶擾動將於未來48小時內發展為熱帶氣旋，會評價為「低」；當有3種以上全球預報模式表示該熱帶擾動將於未來48小時內發展為熱帶氣旋，會評價為「中」； 當有3種以上全球預報模式表示該熱帶擾動將於未來24小時內發展為熱帶氣旋，聯合颱風警報中心則會把該系統之熱帶氣旋形成機會評級為「高」，並同步發出熱帶氣旋形成警報。中國氣象局及菲律賓大氣地球物理及天文服務管理局亦分別推出同性質的氣象產品。

## 熱帶擾動的種類
熱帶擾動的形成包含東風波、極地槽、風切線及季風低壓等種類；其中，極地槽、風切線涉及高空與地面系統之重疊，中緯度與低緯度的系統遞變，問題相當複雜。特別的是，在東北季風盛行的婆羅洲渦旋在某種情況下會發展為熱帶系統，以熱帶風暴畫眉為例，其發展後的婆羅洲雷雨擾動急速南下穿跨赤道的強烈寒潮相互作用，促使擾動系統旋轉並發展，是極為少見的案例。